# امیرآباد (نور)
امیرآباد، روستایی است از توابع بخش چمستان شهرستان نور در استان مازندران ایران.
روستاي اميرآباد از نظر تقسيمات کشوری جزء دهستان ميانرود از توابع بخش چمستان شهرستان نور مي باشد. روستاي امیر آباد از شمال به محور آمل- چمستان، از جنوب به روستاي كچلده عليا و سفلي، از غرب به روستاي بنفشه ده و از شرق به روستاي گيلانده محدود مي گردد. راه دسترسي به روستاي اميرآباد از طريق محور آمل- چمستان بوده و فاصله آن با شهرستان نور 35 كيلومتر مي باشد. 
از لحاظ توپوگرافي، اين روستا در منطقه جلگه اي واقع گرديده كه شيب عمومي آن از جنوب به سمت شمال مي باشد. روستاي اميرآباد از نظر اقليمي تحت تأثير جريان بادهاي شمال غربي و مديترانه اي بوده كه آب و هواي آن به تبعيت از شرايط جوي حاكم بر شهرستان معتدل و مرطوب مي باشد. اراضي كشاورزي روستاي اميرآباد به صورت پراكنده در داخل بافت روستا و پيرامون آن گسترده شده است. اين اراضي از شمال به محور آمل- چمستان، از جنوب به اراضي روستاهاي كچلده عليا و سفلي، از شرق به اراضي روستاي گيلانده و از غرب به اراضي روستاي بنفشه ده محدود مي شود. از منابع طبيعي موجود در روستاي اميرآباد مي توان به خاك حاصلخيز و منابع غني آب هاي زيرزميني (چاه عميق و نيمه عميق) اشاره نمود كه نقش بسزايي در توسعه اقتصادي روستا ايفا مي كنند. 

## جمعیت
این روستا در دهستان میان‌رود (نور) قرار دارد و براساس سرشماری مرکز آمار ایران در سال ۱۳۸۵، جمعیت آن ۳۶۰ نفر (۹۱خانوار) بوده‌است. مردم این روستا به زبان مازندرانی صحبت میکنند.